# ريوهيإي نيوا
ريوهيإي نيوا (باليابانية: 丹羽 竜平) (13 يناير 1986 في يوكوهاما في اليابان – )؛ هو لاعب كرة قدم ياباني سابق كان يلعب كمدافع.

## وصلات خارجية
- ريوهيإي نيوا على موقع رابطة كرة القدم اليابانية للمحترفين (اليابانية)
- ريوهيإي نيوا على موقع قاعدة بيانات كرة القدم.إي يو (الإنجليزية)
- ريوهيإي نيوا على موقع Soccerway.com (الإنجليزية)
- ريوهيإي نيوا على موقع عالم كرة القدم.نت (الإنجليزية)